# Альона Бондаренко
Альона Бондаренко  (на украински: Альо́на Володи́мирівна Бондаре́нко) е професионална украинска тенисистка.
Има 2 сестри – Валерия и Катерина Бондаренко, които също се занимават професионално с тенис. Родителите им Наталия и Владимир Бондаренко са първите треньори на украинската тенисистка. През 2004 г. започва да се състезава в най-елитните турнири по тенис, организирани от Женската тенис асоциация.
Първата си титла Альона Бондаренко завоюва през 2002 г., когато побеждава Мара Сантанджело във финалния мач на турнира във Фонтанафреда с 6:3, 6:0. Интересен факт е, че през 2004 г., по време на турнира в италианския град Бари, Альона Бондаренко печели своята трета титла в кариерата си, побеждавайки на финала по-малката си сестра Катерина с резултат 2:6, 6:2, 6:4. Двата си най-големи успеха, украинската тенисистка записва през 2006 г., на турнира в Люксембург, когато побеждава Франческа Скиавоне и в началото на 2010 г., когато във финалния мач на силния тенис-турнир „Мурила Хобарт Интернешънъл“ в който надделява над Шахар Пеер. Украинката има регистрирани четири спечелени финала в турнирите по двойки, в три от които си е партнирала със своята сестра – Катерина. През 2010 г., по време на Откритото първенство на Австралия, Альона Бондаренко достига до четвърти кръг в надпреварата, където е победена от китайската тенисистка Цзе Чжън.